# Троянов, Михаил Федотович
Михаи́л Федо́тович Троя́нов (23 ноября 1931, Верхнеуральск — 16 августа 2017, Обнинск) — советский и российский физик. Главный научный сотрудник Физико-энергетического института (с 1992). Директор Физико-энергетического института (1987—1992). Один из руководителей разработок реакторов на быстрых нейтронах. Лауреат Ленинской премии и Государственной премии СССР. Заслуженный деятель науки и техники Российской Федерации (1994).

## Биография
Михаил Троянов родился 23 ноября 1931 года в Верхнеуральске.
В 1955 году окончил Московский инженерно-физический институт (МИФИ) по специальности «Инженер-физик».
После окончания МИФИ в работал в Физико-энергетическом институте в Обнинске: в 1955—1959 гг. в теплофизических лабораториях, в 1959—1976 гг. в расчётно-физических лабораториях и отделе, в 1977—1987 гг. заместитель директора по научной работе, в 1987—1992 гг. директор, с 1992 года — главный научный сотрудник, советник дирекции.
Непосредственный участник разработок, пусков и освоения быстрых реакторов БОР-60, БН-350, БН-600, проектирования БН-800 и БН-1600.
Доктор технических наук.
Член Ядерного общества России. Член редакционной коллегии журнала «Атомная энергия».
Умер 16 августа 2017 года в Обнинске.

## Награды и премии
- Ленинская премия
- Государственная премия СССР
- Заслуженный деятель науки и техники Российской Федерации (27 июня 1994) — за достигнутые трудовые успехи и многолетнюю работу в области атомной энергетики